# Chayon-ryu
Chayon-ryu (Droga natury) - jest eklektyczną, współczesną sztuką walki opracowaną w roku 1968 przez mistrza Kim Soo w Houston (Teksas). Z taekwondo i karate Shotokan zaczerpnięto techniki kopnięć, mocne postawy i prostoliniowe ciosy oraz bloki, z kung-fu zaczerpnięto płynne, okrężne ruchy. Hapkido dodało obronę przeciw duszeniu, chwyty i techniki walki bronią, jak również rozmaite rzuty i techniki padania.
Dużą wagę przywiązuje się do wartości etycznych. Zasady etyczne w Chayon-ryu określa Dojang Hun (Przysięga dojang):
- Szukaj doskonałości charakteru.
- Żyj drogą prawdy.
- Staraj się.
- Bądź lojalny.
- Szanuj starszych.
- Odżegnaj się od przemocy.

Charakterystyczną cechą tego stylu jest oparcie nauczania na naturalnych ruchach ciała człowieka, nie dąży się przy tym do naśladowania ruchów zwierząt (jak to się dzieje np. w kung-fu). Duży nacisk kładzie się na tradycyjne metody treningowe, zwłaszcza na układy formalne: do poziomu czarnego pasa należy ich znać 25. Celem treningu jest nie tylko osiągnięcie sprawności w walce, ale również zdrowie psychofizyczne.
Chayon-ryu jest systemem sztuki walki opartym na naturalnych ruchach z macierzystych stylów: chińskiego chu'an fa (Wushu), koreańskiego taekwondo, Okinawa-te, judo, jujutsu, hapkido i aikido. Chayon-ryu nie jest nowym stylem; to nowy sposób nauczania klasycznych stylów i form.
Źródła
- Chayon-ryu Karate Home Page (ang.)